# Edward Finch (diplomático)
Edward Finch (1697-16 de mayo de 1771) fue un diplomático y político inglés.

## Biografía
Nació como quinto hijo de Daniel Finch, 2º Conde de Nottingham y su segunda esposa, Anne Hatton, hija y única heredera de Christopher Hatton, 1º Vizconde Hatton. Recibió su educación en una escuela de Isleworth y en el Trinity College de Cambridge, en el que obtuvo la Maestría en Artes en 1718. Entre 1720 y 1723 realizó su Grand Tour, visitando Francia, Italia y Hannover.
En 1724 dio comienzo su carrera diplomática, representando a Gran Bretaña como enviado extraordinario a la dieta imperial de Regensburg en el invierno de ese año y, sucesivamente, como embajador ante Polonia, Suecia -donde pasó más tiempo, de 1728 a 1739- y el Rusia entre 1725 y 1739. A su regreso a Gran Bretaña fue nombrado mayordomo de cámara del Rey, puesto que mantendría a pesar de los cambios de gobierno hasta 1756. En junio de 1757 fue nombrado Master of the Robes y Guardián del Monedero Privado y en noviembre de 1760 Supervisor de los Caminos del Rey.
Sería parlamentario por la Universidad de Cambridge desde 1727 hasta que se retiró de la vida pública en 1768. En 1764 añadiría al suyo el apellido Hatton por voluntad de su tía-abuela Anne Hatton, al heredar sus propiedades.

### Familia
Se casó el 9 de septiembre de 1746 con Elizabeth Palmer, hija de Sir Thomas Palmer, 4º Baronet de Wingham. Tuvieron dos hijos y tres hijas. Su hijo mayor, George Finch-Hatton sería parlamentario y sería sucedido, a su vez, por su propio hijo George Finch-Hatton, 10º Conde de Winchilsea.